# La Vengeance de Fu Manchu
Série
Les Treize Fiancées de Fu Manchu
(1966)
Pour plus de détails, voir Fiche technique et Distribution.
La Vengeance de Fu Manchu (The Vengeance of Fu Manchu) est le troisième opus réalisé par  Jeremy Summers de la série des Fu Manchu et sorti en 1967.

## Synopsis
Fu Manchu n'est pas mort. Depuis son palais au fin fond de la Chine, il prépare l'élimination des chefs de police qui ont contribué à sa perte.

## Fiche technique
- Titre : La Vengeance de Fu Manchu
- Titre original : The Vengeance of Fu Manchu
- Réalisation : Jeremy Summers
- Scénario : Harry Alan Towers d'après la série de romans de Sax Rohmer
- Musique : Malcolm Lockyer et Gert Wilden
- Photographie : John von Kotze
- Montage : Allan Morrison
- Production : Harry Alan Towers
- Société de production : Constantin Film, Shaw Brothers et Terra-Filmkunst
- Pays :  Royaume-Uni,  Irlande,  Allemagne de l'Ouest,  Hong Kong et  Singapour
- Genre : Action, policier, drame et horreur
- Durée : 91 minutes
- Dates de sortie : 
  - Royaume-Uni : 1967
  - France : 23 juillet 1969

## Distribution
- Christopher Lee  (VF : Marc Cassot): Dr. Fu Manchu
- Douglas Wilmer : Nayland Smith
- Tsai Chin : Lin Tang
- Horst Frank : Rudy Moss
- Wolfgang Kieling : le docteur Lieberson
- Maria Rohm : Ingrid Swenson
- Howard Marion-Crawford : le docteur Petrie
- Peter Carsten : Kurt Heller
- Suzanne Roquette : Maria Lieberson
- Noel Trevarthen : Mark Weston
- Tony Ferrer : Inspecteur Ramos
- Mona Chong : Jasmin

## Analyse
Cet épisode est le seul à avoir bénéficié d'un tournage en Asie avec une abondante figuration de natifs et des décors authentiques. En résulte un très net regain de crédibilité pour un scénario par ailleurs servi par un budget relativement modeste. Dans un souci de rentabilité, les deux opus qui suivront, réalisés par le controversé Jesús Franco, ne feront malheureusement pas preuve du même mérite, tant s'en faut.

## Série des Fu Manchu avec C. Lee
- 1965 : Le Masque de Fu Manchu
- 1966 : Les 13 Fiancées de Fu Manchu
- 1967 : La Vengeance de Fu Manchu
- 1968 : The Blood of Fu Manchu
- 1969 : The Castle of Fu Manchu